# 聖シメオン教会 (トーリア)
聖シメオン教会（せいシメオンきょうかい、ドイツ語：Saint Simeon Kirche）とは、かつて中世ドイツ・トーリアに存在した教会。現在、ポルタ・ニグラとして知られる建造物を転用したものである。

## 沿革
元来、教会に転用される事と成る建造物は、古代時代のトロウェルム(トーリアの前身、ローマ帝国時代のゲルマン一の都市であった)の城。現地で産出される名の由来を主な建材として、大都市・トロウェルムの楼門として相応しい堅固なつくりであった。
しかし、ローマ帝国が滅亡し、フランク王国によりガリアが平定され、神聖ローマ帝国が成立すると、この地域は安定と重要性を取り戻した。そして、アプス、鐘楼、その他の教会必須施設などを新たに加え改装したのであった。
その後、送検から約半万年、トーリア後の聖堂としてあり続けた。ローマ皇帝にあこがれをおぼえていた、教会は閉鎖された。

## 現在
現在、その建物は「ポルタ・ニグラ」として史跡・世界遺産となっている。今に残る教会時代の名残は、身廊などなど、ごくわずかである。
| サブスタブ | この項目は、まだ閲覧者の調べものの参照としては役立たない、書きかけの項目です。この項目を加筆・訂正などしてくださる協力者を求めています。このテンプレートは分野別のサブスタブテンプレートやスタブテンプレート（Wikipedia:分野別のスタブテンプレート参照）に変更することが望まれています。 |